# Émile Boulanger
Émile Boulanger (Parigi, 1867 – Étampes, 1939) è stato un biologo e farmacista francese.

## Biografia
Laureato in scienze naturali presso l'università di Parigi e appassionato di botanica, Boulanger pubblicò nel 1903 uno studio sulla cultura artificiale del tartufo a seguito di vari esperimenti che portarono alla germinazione nell'annata 1902-1903. 
Boulanger continuò per alcuni anni i suoi esperimenti di cui scrisse relazioni in pubblicazioni scientifiche dell'epoca ma contestati da Louis Matruchot che sosteneva si trattasse di semplici funghi champignon e non di tartufi,
Nel 1895, assieme al fratello Édouard, aveva ereditato dal padre Alexandre il laboratorio farmaceutico Dausse che era stato fondato a Parigi da Amans Dausse, redattore di un memoriale per la preparazione degli estratti aromatici e un manuale per gli amanti del caffè. Trasmesso ai generi Ambroise Duboé e Alexandre Boulanger, padre di Émile, quello che era divenuto ormai una vera officina farmaceutica aveva sede ad Ivry, si estendeva su una superficie di 8 000 metri quadri ed era conosciuto per i suoi preparati a base di erbe. 
Boulanger aveva continuato, in parallelo ai suoi esperimenti botanici, a seguire e amministrare la Dausse insieme al fratello e l'aveva trasformata in una fabbrica che trattava non solo distillati di erbe ma anche prodotti di sintesi (comew ad esempio la folcodina) intessendo commerci con l'estero, e componendo un catalogo di prodotti che vantava circa 2 500 elementi tra cui gli estratti delle piante che venivano coltivate in una tenuta di proprietà della Dausse, luogo privilegiato degli esperimenti di Boulanger, a Étampes, dove il biologo morì nel 1939. 
Con alterne vicende e dopo varie scoperte nell'ambito della farmaceutica di sintesi, la fabbrica Dausse fu venduta dagli ultimi discendenti negli anni settanta del Novecento. Insieme ad altre case farmaceutiche il marchio è confluito nella multinazionale Sanofi.